# Badegewässer

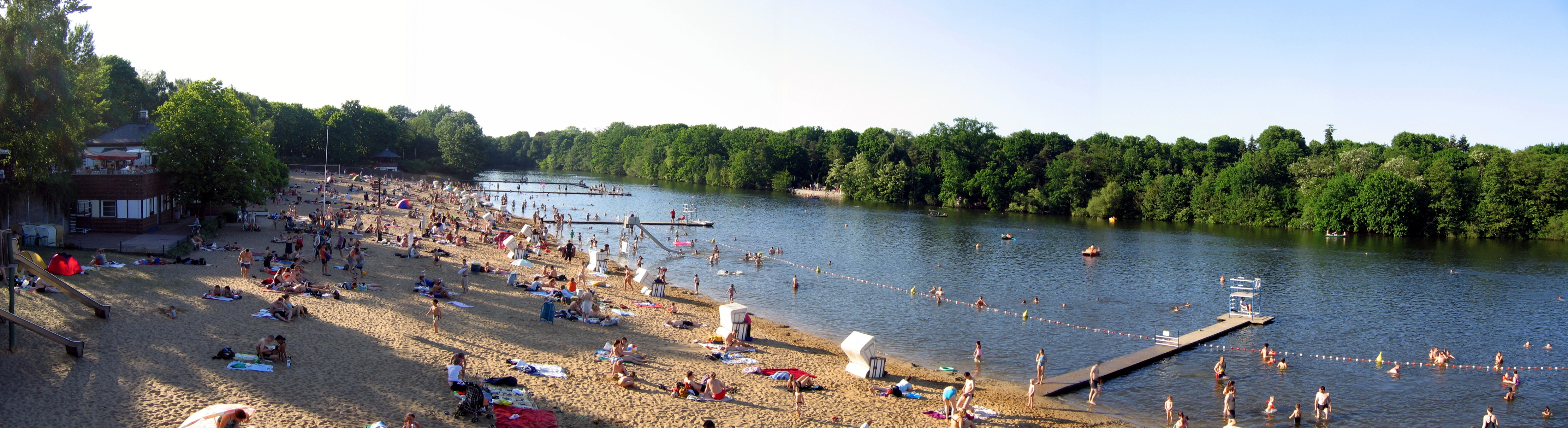
Freibad am Plötzensee in Berlin

Badegewässer sind Seen, Flüsse und Küsten, die zum öffentlichen Baden und Schwimmen genutzt werden. Badegewässer und ihre zumeist touristisch erschlossenen Ufer dienen der Naherholung und der Freizeitgestaltung wie beispielsweise zum Sport, Spiel und zum Sonnenbaden. Die Mindestanforderungen an die Qualität der Badegewässer und deren Bewirtschaftung sind für die Mitgliedsstaaten der Europäischen Union in der Richtlinie 2006/7/EG (Badegewässerrichtlinie) definiert.
In der Badesaison 2015 gab es in Deutschland 2.292 Badegewässer, die nach der EG-Badegewässerrichtlinie überwacht wurden. Davon lagen 367 an der Küste von Nord- und Ostsee, 1.925 an Binnengewässern (1.893 an Seen; 32 an Flüssen).

## Nutzung

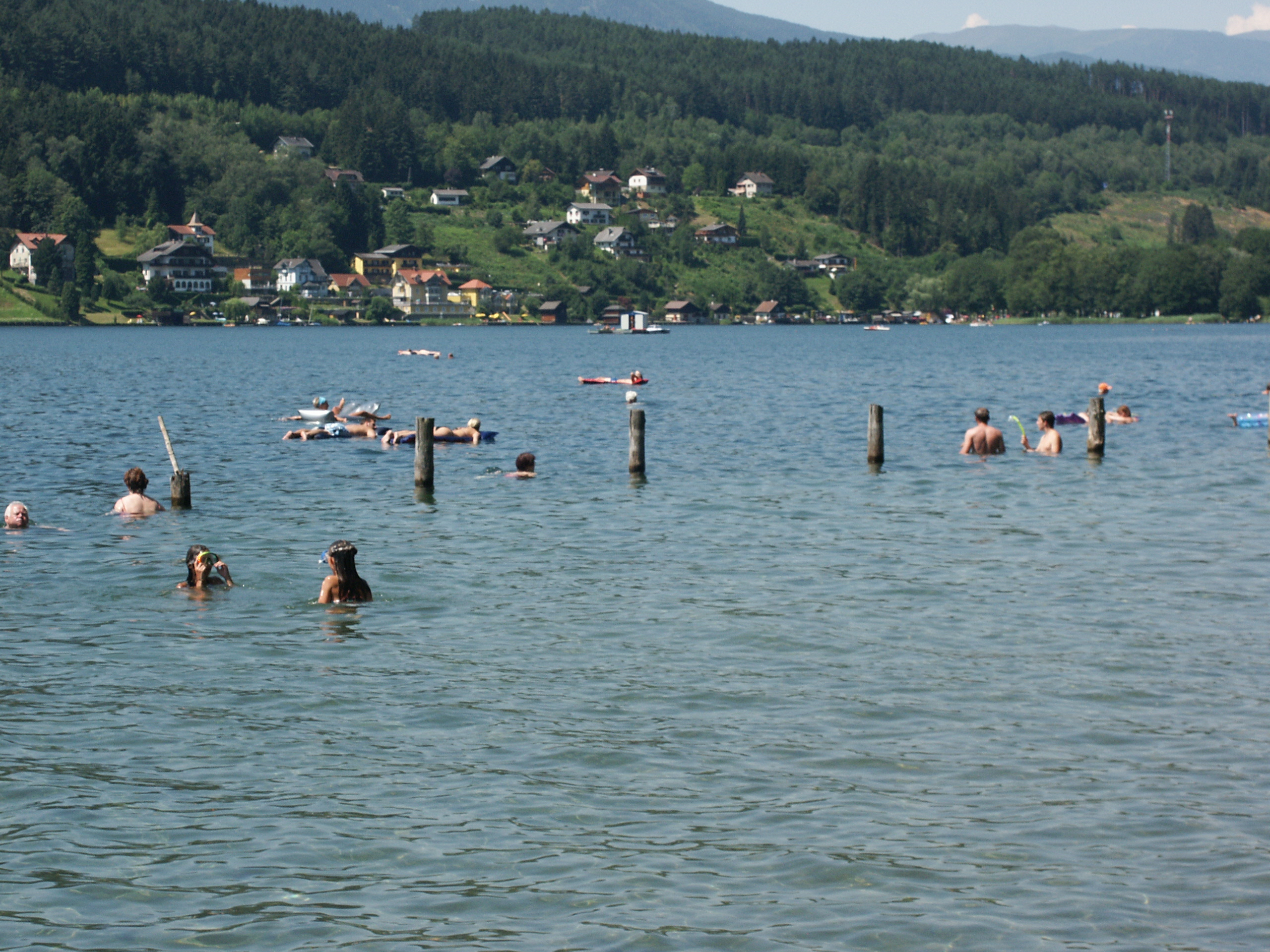
Der Millstätter See in Kärnten

Ein Badesee bietet Bürgern die Möglichkeit, sich in der Nähe ihres Wohnorts zu erholen und Sport zu betreiben. Ein Badesee kann somit die Attraktivität eines Wohngebietes deutlich erhöhen. Auch eine touristische Vermarktung mit Zelt- und Campingplätzen, Hotels und Pensionen ist im Umfeld von Badeseen verbreitet.
Im Interesse der Badenden und Schwimmer gibt es an vielen Badeseen Verbote für Schiffe und Boote, Angeln, Hunde usw. Aus Naturschutzgründen ist auch meist das Entfachen von Feuern und die Benutzung von Seifen und Shampoos verboten. Im Gegensatz zu außereuropäischen Ländern (z. B. Indien) dient das Baden in Seen in Europa heute nicht mehr der Körperreinigung, sondern nur noch der Erholung, dem Schwimmsport und dem Pflegen gesellschaftlicher Kontakte.
Die Benutzung der Liegewiese und eines Badesees ist im Gegensatz zu Naturbädern generell kostenlos. DLRG und Wasserwacht kennzeichnen ihre Tätigkeit mit Flaggen. Heute sind viele Badeseen mit einfachen Umkleidehäuschen und Toiletten ausgestattet. An besser ausgebauten Badeseen gibt es Gastronomiebetriebe. Im Gegensatz zu Freibädern und Naturbädern gibt es keine Wasseraufsicht für den gesamten See.

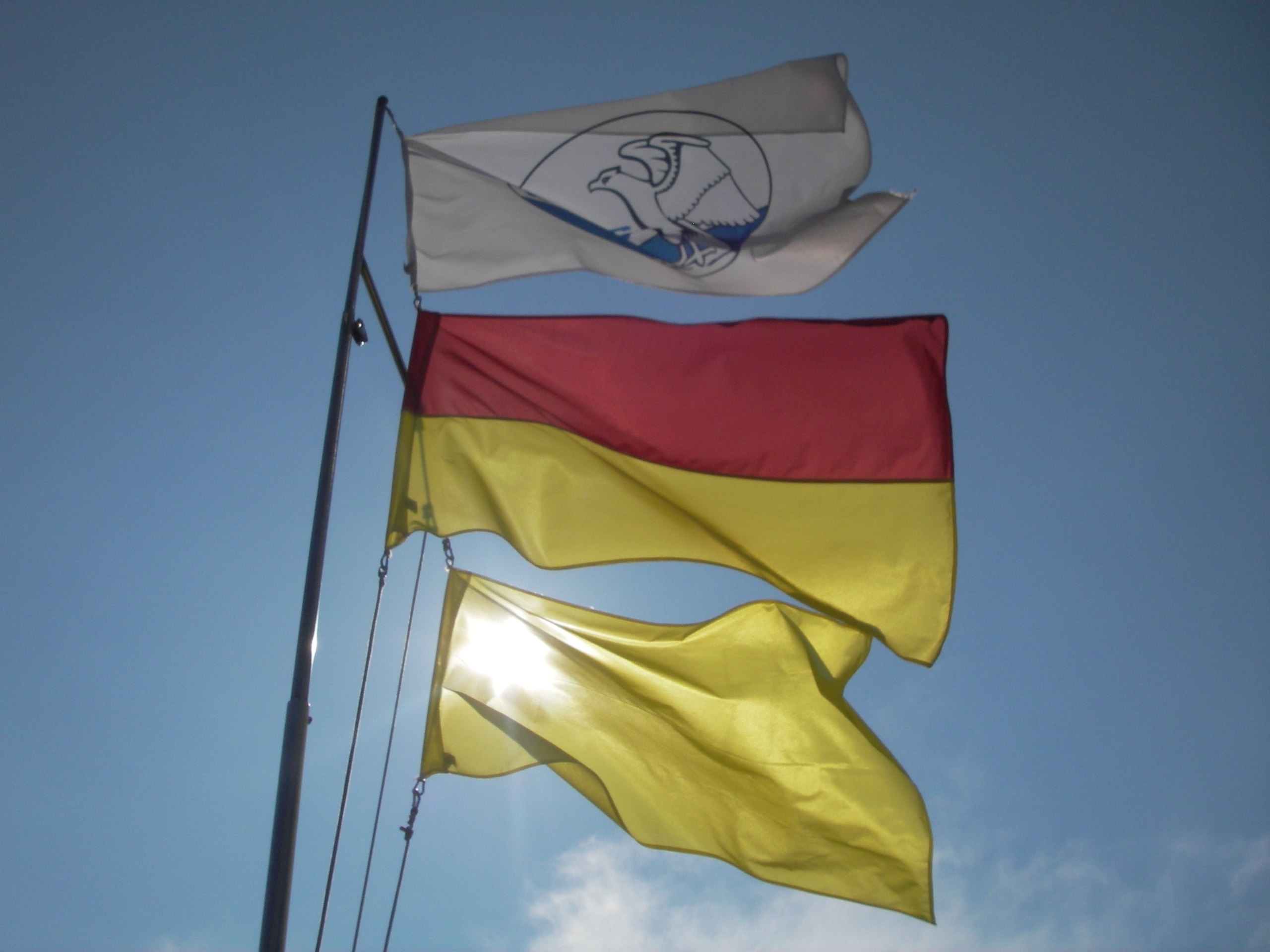
Aktiver Posten von Rettungsschwimmer mit internationalen Signalflaggen.

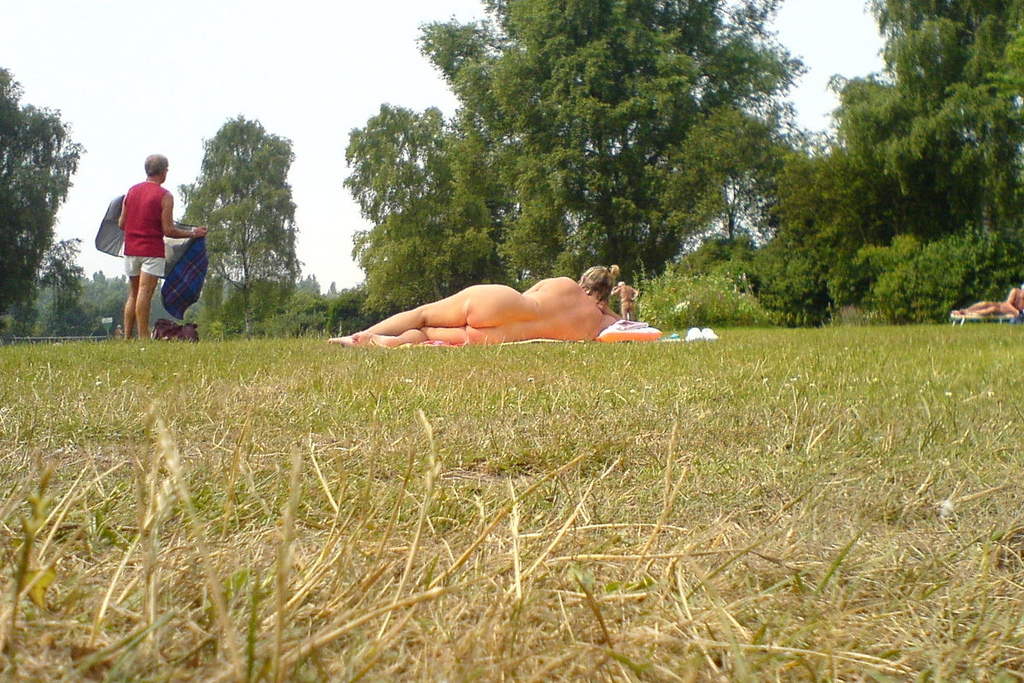
FKK-Gelände am Unterbacher See in Düsseldorf

An manchen Badeseen, vor allem in Deutschland, ist FKK erlaubt oder geduldet. Oft sind auch nur speziell ausgewiesene Uferbereiche dafür vorgesehen.

## Risiken
Gewässer bergen auf Grund von Strömungen, Untiefen und Pflanzen ein erhöhtes Risiko von Badeunfällen. Baden in verschmutzten Gewässern kann Infektionen durch Krankheitserreger und Cyanobakterien (Blaualgen) begünstigen, die unter anderem zu Durchfallerkrankungen oder Augen- und Ohreninfektionen führen können.

## Rechtliche Einordnung

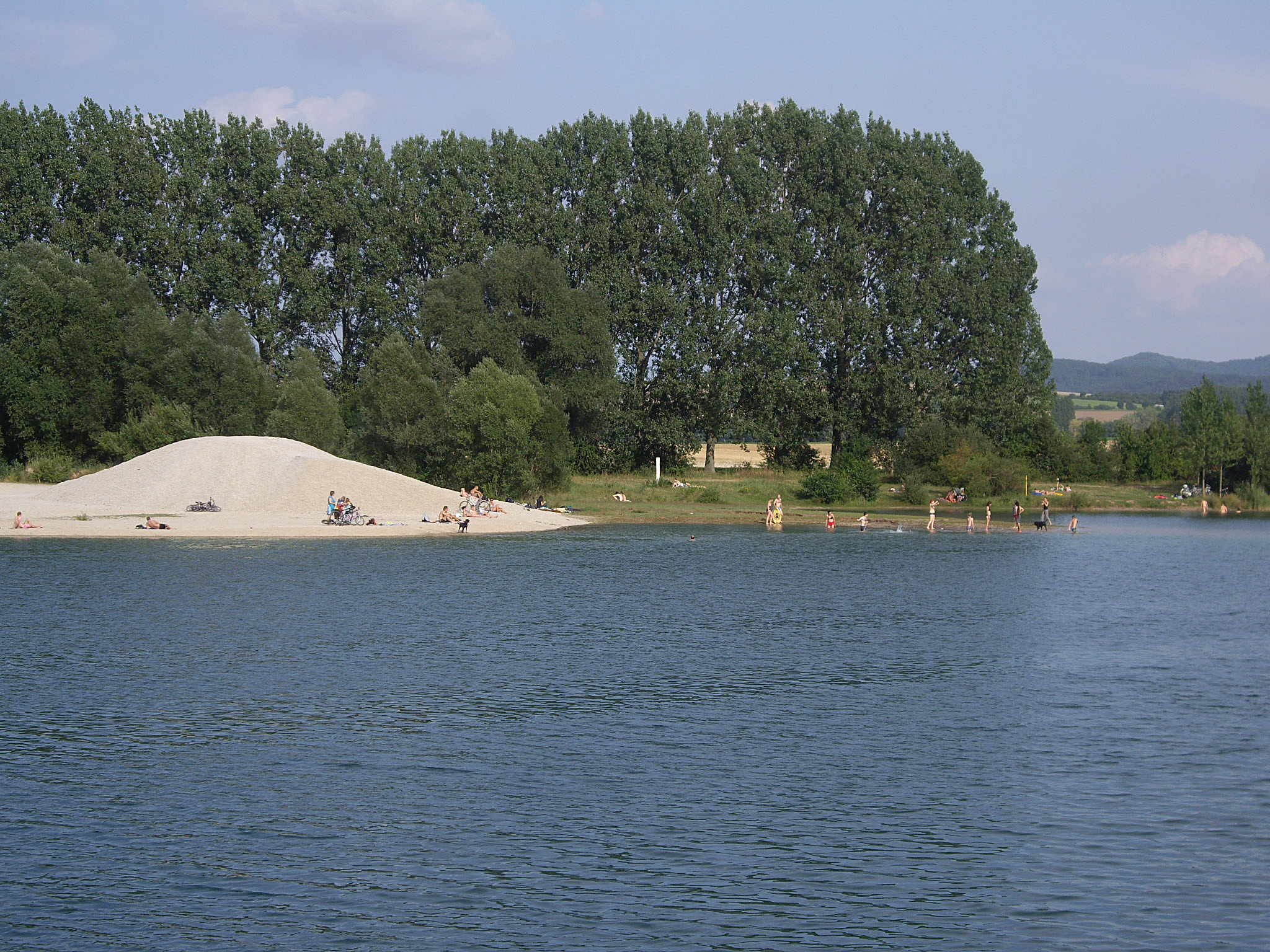
Illegales Baden am Rosdorfer Baggersee bei Göttingen

Zu unterscheiden sind offiziell ausgewiesene Badegewässer, die in der Europäischen Union den Vorgaben der Richtlinie 2006/7/EG (Badegewässerrichtlinie) entsprechen müssen und behördlich zu überwachen sind sowie „inoffizielle“ Badegewässer, die nicht nach der EU-Badegewässerrichtlinie überwacht werden, an denen das Baden aber wasserrechtlich zulässig ist und/oder entsprechend geduldet wird.
Die Qualität offizieller Badegewässer in Deutschland wird in Zuständigkeit der Bundesländer überwacht, die zur Umsetzung der Badegewässerrichtlinie landesrechtliche Badegewässerverordnungen erlassen haben. Die Länder melden die Badegewässerdaten dem Umweltbundesamt, welches sie der EU-Kommission und der Öffentlichkeit zur Verfügung stellt.
Besonders in Niedersachsen sind neben den 280 amtlich ausgewiesenen Badegewässern viele Baggerseen als Badeseen weithin bekannt, an denen offiziell jedoch ein Badeverbot besteht. Beispiele für besonders stark besuchte Badeseen dieser Kategorie sind der Cluvenhagener See bei Verden, der Rosdorfer Baggersee bei Göttingen, der Tillysee bei Oldenburg und der Wietzesee bei Hannover.

### Baden im Rahmen des Gemeingebrauchs
Auch an Gewässern, die nicht nach europäischem Recht als Badegewässer definiert sind, ist das Baden zumeist zulässig, da es entweder unter den Gemeingebrauch von Gewässern fällt oder behördlich erlaubt wurde. Bezüglich des Gemeingebrauchs wird im bundesdeutschen Wasserhaushaltsgesetz (WHG § 25) auf die entsprechenden Landeswassergesetze der Bundesländer verwiesen. Dort wird geregelt, ob das Baden im Rahmen des Gemeingebrauchs zugelassen ist oder nicht sowie unter welchen Voraussetzungen und Einschränkungen.
In allen 16 Landeswassergesetzen der deutschen Bundesländer fällt unter Bezugnahme auf WHG § 25 das Baden ausdrücklich unter den Gemeingebrauch, in Bremen und Rheinland-Pfalz wird zusätzlich noch das Schwimmen erwähnt. Nicht näher definiertes Tauchen fällt in vier Bundesländern ebenfalls unter den Gemeingebrauch (Bremen, Hessen, Niedersachsen, Schleswig-Holstein), wobei nur in Niedersachsen das Sporttauchen mit Atemgeräten ausdrücklich eingeschlossen wird.
In Hessen, Niedersachsen und Sachsen-Anhalt ist allerdings der Gemeingebrauch von stehenden Gewässern grundsätzlich untersagt, kann jedoch von den zuständigen Wasserbehörden (in der Regel die Unteren Wasserbehörden der Landkreise und kreisfreien Städte) zugelassen werden. Die Zulassung gilt in Niedersachsen als erteilt, wenn am betreffenden Gewässer der Gemeingebrauch am 15. Juli 1960 ausgeübt wurde, in Sachsen-Anhalt am 8. September 1993.
In vier weiteren Bundesländern (Nordrhein-Westfalen, Rheinland-Pfalz, Saarland, Sachsen) beschränkt sich der Gemeingebrauch auf natürliche Gewässer, schließt künstlich angelegte Seen wie Stauseen und Kiesgruben damit also zunächst aus. Auch hier können die Wasserbehörden an künstlichen Gewässern die Zulassung erteilen. Besondere Regelungen gibt es in den meisten Bundesländern außerdem für aufgestaute Gewässer (Talsperren, Wasserspeicher) und Gewässer, die zur Trinkwasserversorgung dienen.
Das Landeswassergesetz Mecklenburg-Vorpommern enthält eine kuriose Regelung: es erlaubt Gemeingebrauch in allen oberirdischen Gewässern grundsätzlich (LWaG § 21 (1), mit Ausnahme von Talsperren, Rückhaltebecken und Speicherbecken). Nach § 21 (5) kann eine Wasserbehörde an künstlichen fließenden Gewässern und an stehenden Gewässern den Gemeingebrauch zulassen.
Alle Landesgesetze mit Ausnahme von Rheinland-Pfalz enthalten einen Passus, wonach der Gemeingebrauch in nicht öffentlich zugänglichen Hofräumen, Gärten und Parkanlagen nicht zugelassen ist, neun Bundesländer führen in dieser Reihe zusätzlich noch Betriebsgrundstücke oder Betriebsanlagen auf. Ablassbare Fischzucht-Teiche werden in Bayern, Berlin und Schleswig-Holstein ausgenommen, in Bayern und Mecklenburg-Vorpommern Schilf- und Röhrichtbestände an Seeufern.
Unerlaubtes Baden kann nach allen Landeswassergesetzen gleichlautend als Überschreitung des Gemeingebrauchs als Ordnungswidrigkeit geahndet werden.
Neben wasserrechtlichen Einschränkungen kann das Baden auch aus anderen Rechtsgründen verboten sein, z. B. aus Gründen des Naturschutzes in Naturschutzgebieten und anderen Geschützten Landschaftsbestandteilen oder in militärischen Sperrgebieten.
Manche Seegrundstücke unterliegen dem Waldgesetz, Schwimmen ist somit nicht verboten. Jeder darf „zum Zwecke der Erholung auf eigene Gefahr“ hin.